# 浄水駅
浄水駅（じょうすいえき）は、愛知県豊田市浄水町にある、名古屋鉄道豊田線の駅である。駅番号はTT02。豊田線内の乗車人数ランキング1位でもある。

## 歴史
- 1979年（昭和54年）7月29日 - 開業。
- 2003年（平成15年）10月1日 - トランパス使用開始に伴い駅集中管理システム導入。
- 2009年（平成21年） - 利用者の増加に伴い終日駅員配置駅に昇格。
- 2011年（平成23年）2月11日 - ICカード乗車券「manaca」供用開始。
- 2012年（平成24年）2月29日 - トランパス供用終了。
- 2023年（令和5年）7月1日 - 終日無人化[1]。

## 駅構造
対向式ホーム2面2線（20m車6両対応）の半地下駅で、駅集中管理システムが導入された無人駅（管理駅は豊田市駅）である。なお、2023年（令和5年）6月30日までは終日窓口係員が配置されていた。改札口は地上階にあり、付近には自動券売機（通勤manaca定期券（新規・継続）および通学manaca定期券（継続のみ）の購入も可能。ただし、名鉄ミューズカードでの決済は7:00～22:00の間に限られる。）と自動精算機（ICカードの積み増し等も可能）を備えている。バリアフリー化に伴う駅改良工事によって2007年（平成19年）度にエレベーターが設置されたほか、2009年（平成21年）にはプラットホームも大幅にリニューアルされ、その後駅舎の改築工事、ホームの一部（豊田市駅寄り）、駅前広場における改修工事が行われた。
中京大学豊田キャンパス、豊田大谷高校など周辺に学校が多い。また、名古屋や豊田へ通勤するためのベッドタウンとして、駅周辺の宅地開発が活発に行われている。利用者はここ数年右肩上がりに増えており、市内の駅では豊田市駅、 愛知環状鉄道・愛知環状鉄道線の新豊田駅、三河豊田駅の次に利用客が多い。
駅の前後は掘割構造となっている。当初は当駅付近も盛土式にする予定だったが、農地を盛土で分断する事に地元が反発して地下式にすることを要望してきたことから、検討の末、折衷案として掘割式で建設された。

### のりば
| 番線 | 路線      | 方向 | 行先                     |
| ---- | --------- | ---- | ------------------------ |
| 1    | TT 豊田線 | 下り | 豊田市ゆき               |
| 2    | TT 豊田線 | 上り | 赤池・伏見・上小田井方面 |

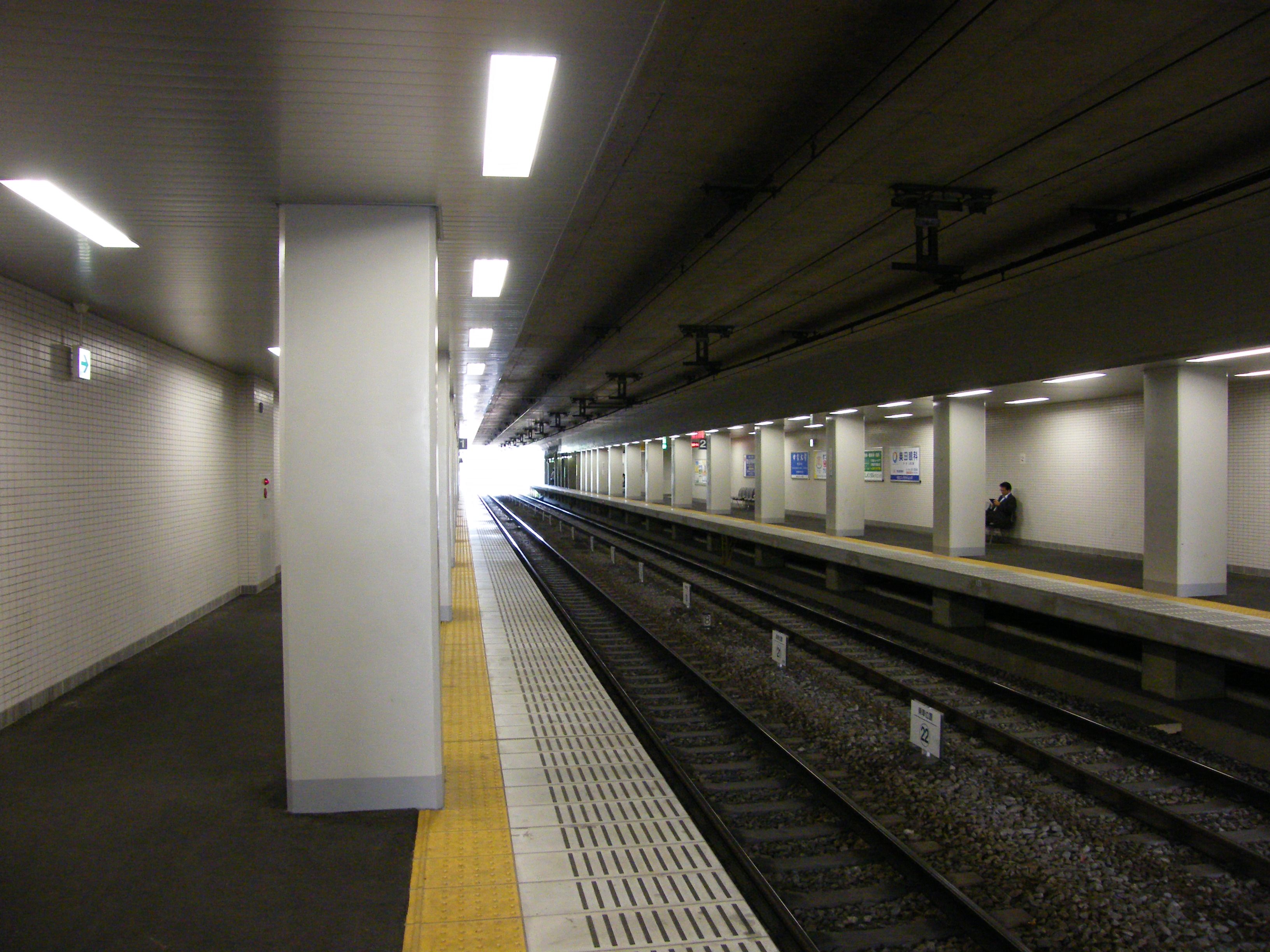
ホーム
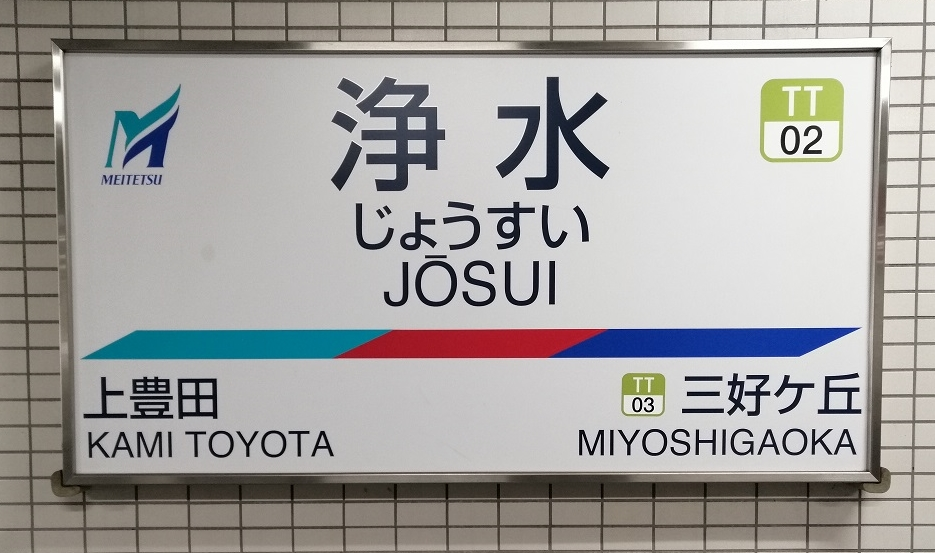
駅名標

### 配線図
| ← 赤池方面 | 浄水駅 構内配線略図 | → 豊田市方面 |
| 凡例 出典: |                     |              |

## 利用状況
- 『移動等円滑化取組報告書』によると、2020年度の1日平均乗降人員は7,307人である[7]。
- 『名鉄120年：近20年のあゆみ』によると2013年度当時の1日平均乗降人員は9,541人であり、この値は名鉄全駅（275駅）中43位、 豊田線（8駅）中2位であった[8]。
- 『名古屋鉄道百年史』によると1992年度当時の1日平均乗降人員は6,940人であり、この値は岐阜市内線均一運賃区間内各駅（岐阜市内線・田神線・美濃町線徹明町駅 - 琴塚駅間）を除く名鉄全駅（342駅）中64位、豊田線（8駅）中2位であった[9]。

『愛知県統計年鑑』『豊田市統計書』各号によると、一日平均乗車人員および一日平均乗降人員の推移は以下の通りである。
| 年                 | 乗車人員 | 乗車人員 | 乗降人員 | 乗降人員 | 備考          |
| 年                 | 総数     | 定期     | 総数     | 定期     | 備考          |
| ------------------ | -------- | -------- | -------- | -------- | ------------- |
| 1979（昭和54）年度 | 1010     | 453      | 1219     | 553      | [ 10 ] [ 11 ] |
| 1980（昭和55）年度 | 1315     | 739      | 2545     | 1380     | [ 12 ] [ 11 ] |
| 1981（昭和56）年度 | 1424     | 853      | 2742     | 1576     | [ 13 ] [ 14 ] |
| 1982（昭和57）年度 | 1466     | 845      | 2965     | 1702     | [ 15 ] [ 14 ] |
| 1983（昭和58）年度 | 1543     | 922      | 2965     | 1698     | [ 16 ] [ 17 ] |
| 1984（昭和59）年度 | 1841     | 1147     | 3498     | 2096     | [ 18 ] [ 17 ] |
| 1985（昭和60）年度 | 2095     | 1353     | 4302     | 2774     | [ 19 ] [ 17 ] |
| 1986（昭和61）年度 | 2513     | 1688     | 5059     | 3438     | [ 20 ] [ 17 ] |
| 1987（昭和62）年度 | 2667     | 1813     | 5499     | 3816     | [ 21 ] [ 17 ] |
| 1988（昭和63）年度 | 2695     | 1848     | 5342     | 3696     | [ 22 ] [ 23 ] |
| 1989（平成元）年度 | 2890     | 1969     | 5731     | 3938     | [ 24 ] [ 23 ] |
| 1990（平成02）年度 | 3039     | 2136     | 6251     | 4520     | [ 25 ] [ 23 ] |
| 1991（平成03）年度 | 3256     | 2224     | 6588     | 4648     | [ 26 ] [ 23 ] |
| 1992（平成04）年度 | 3427     | 2339     | 6940     | 4892     | [ 27 ] [ 23 ] |
| 1993（平成05）年度 | 3620     | 2518     | 7375     | 5264     | [ 28 ] [ 29 ] |
| 1994（平成06）年度 | 3728     | 2595     | 7393     | 5190     | [ 30 ] [ 29 ] |
| 1995（平成07）年度 | 3830     | 2709     | 7628     | 5418     | [ 31 ] [ 29 ] |
| 1996（平成08）年度 | 3718     | 2639     | 7412     | 5278     | [ 32 ] [ 29 ] |
| 1997（平成09）年度 | 3622     | 2564     | 7232     | 5128     | [ 33 ] [ 29 ] |
| 1998（平成10）年度 | 3615     | 2574     | 7716     | 5590     | [ 34 ] [ 35 ] |
| 1999（平成11）年度 | 3493     | 2504     | 6965     | 5008     | [ 36 ] [ 35 ] |
| 2000（平成12）年度 | 3482     | 2513     | 7464     | 5490     | [ 37 ] [ 35 ] |
| 2001（平成13）年度 | 3500     | 2554     | 7064     | 5178     | [ 38 ] [ 35 ] |
| 2002（平成14）年度 | 3499     | 2549     | 6983     | 5098     | [ 39 ] [ 35 ] |
| 2003（平成15）年度 | 3553     | 2587     | 7109     | 5174     | [ 40 ] [ 41 ] |
| 2004（平成16）年度 | 3601     | 2607     | 7178     | 5214     | [ 42 ] [ 43 ] |
| 2005（平成17）年度 | 3592     | 2576     | 7085     | 5090     | [ 44 ] [ 43 ] |
| 2006（平成18）年度 | 3615     | 2590     | 7139     | 5126     | [ 45 ] [ 43 ] |
| 2007（平成19）年度 | 3861     | 2684     | 7641     | 5310     | [ 46 ] [ 43 ] |
| 2008（平成20）年度 | 4207     | 2848     | 8389     | 5696     | [ 43 ]        |
| 2009（平成21）年度 | 4303     | 2944     | 8586     | 5888     | [ 47 ]        |
| 2010（平成22）年度 | 4481     | 3032     | 8933     | 6064     | [ 47 ]        |
| 2011（平成23）年度 |          |          | 9143     | 6402     | [ 47 ]        |
| 2012（平成24）年度 |          |          | 9490     | 6610     | [ 47 ]        |
| 2013（平成25）年度 |          |          | 9541     | 6510     | [ 47 ]        |
| 2014（平成26）年度 |          |          | 9606     | 6530     | [ 48 ]        |
| 2015（平成27）年度 |          |          | 10154    | 6912     | [ 48 ]        |
| 2016（平成28）年度 |          |          | 10317    | 7050     | [ 48 ]        |
| 2017（平成29）年度 |          |          | 10773    | 7406     | [ 48 ]        |
| 2018（平成30）年度 |          |          | 10740    | 7332     | [ 48 ]        |
| 2019（令和元）年度 |          |          | 10706    | 7302     | [ 49 ]        |
| 2020（令和02）年度 |          |          | 7307     | 5296     | [ 7 ]         |

## 駅周辺
| - 愛知県立豊田高等学校 - 豊田市立浄水中学校 - 豊田市立浄水小学校 - 豊田市立浄水北小学校 - 豊田市立豊田養護学校 - 愛知県豊田浄水場 - 愛知少年院 | - 中京大学豊田キャンパス（当駅にスクールバスが発着） - 豊田大谷高等学校 - 豊田厚生病院 - 加茂看護専門学校 - 神風特別攻撃隊草薙隊之碑（名古屋海軍航空隊の名古屋飛行場があったため） - 国道155号 - バロー 浄水店 |

### バス路線
- とよたおいでんバス
  - 保見・豊田線
  - さなげ・足助線

- 保見地域バス（火・金運行）
  - 広幡・八草コース
  - 篠原・田籾コース

- スクールバス
  - 中京大学豊田キャンパス
  - 中部大学第一高等学校

※ 当駅には直接乗り入れていないものの、豊田厚生病院バス停からは、みよし市のさんさんバスも利用できる。豊田厚生病院へは、地下通路経由で徒歩で4分程度。

## 隣の駅
名古屋鉄道
TT 豊田線
三好ヶ丘駅（TT03） - 浄水駅（TT02） - 上豊田駅（TT01）